# Foho Hatulai
Der Foho Hatulai (kurz Hatulai, fälschlicherweise Foho Hatulau) ist ein Berg im osttimoresischen Suco Hoholau (Verwaltungsamt Aileu, Gemeinde Aileu). Er befindet sich im Zentrum der Aldeia Hatulai und hat eine Höhe von 1604 m. An seiner Ostflanke vorbei führt eine Straße, an der entlang sich die Häuser des Ortes Hatulai gruppieren. Hier befindet sich auch die Grundschule Hatulai. Weitere Häuser liegen verstreut westlich des Berges.